# Jugoslavenska ženska rukometna reprezentacija
Jugoslavenska ženska rukometna reprezentacija je predstavljala državu SFR Jugoslaviju u sportu rukometu.
Krovna organizacija:

## Sudjelovanja naOI
- prvakinje: 1984.
- doprvakinje: 1980.
- treće:

1976. nisu sudjelovale
1980. (srebro) Ana Titlić, Slavica Jeremić, Zorica Vojinović, Radmila Drljača, Katica Ileš, Mirjana Ognjenović, Svetlana Anastasovski, Rada Savić, Svetlana Kitić, Mirjana Đurica, Biserka Višnjić, Vesna Radović, Jasna Merdan, Vesna Milošević. Trener: Josip Samaržija.
1984. (zlato) Svetlana Anastasovska, Alenka Cuderman, Svetlana Dašić, Slavica Dukić, Dragica Đurić, Mirjana Đurica, Emilija Erčić, Ljubinka Janković, Jasna Kolar-Merdan, Ljiljana Mugoša, Svetlana Mugoša, Mirjana Ognjenović, Zorica Pavićević, Jasna Ptujec, Biserka Višnjić. Trener: Josip Samaržija.
1988. (četvrte) Desanka Stojanović, Dragana Pešić, Dragica Đurić, Ljiljana Marković, Ljiljana Mugoša, Ljubinka Janković, Mirjana Đurica, Mirjana Krstić, Nataša Kolega, Slavica Đukić, Slavica Rinčić, Svetlana Mičić, Svetlana Mugoša-Antić, Svetlana Anastasovski-Obućina, Zita Galic

## Sudjelovanja naSP
- prvakinje: 1973.
- doprvakinje: 1990.
- treće: 1957., 1965., 1971., 1982.

1957. (bronca) Nada Vučković (kapetanica), Ana Evetović, Jelena Genčić, Magda Hegedüš, Ladislava Horak, Vukosava Lukin, Nevenka Ljubić, Branka Mihalić, Vlasta Nikler, Marija Sabljak, Ankica Ostrun, Nada Rukavina, Katarina Tičić Hosi, Erika Toth. Savezni kapetan: Marijan Flander. Trener: Vilim Tičić
1962. (četvrte) Zdenka Ištvanović, Ema Bart, Radmila Dragosavac, Mara Jakovetić, Jovanka Jurčak, Branka Jovančević, Dragica Pavić, Veselinka Bijelić, Ružica Miladinović, Zlatka Rebernjak, Mirjana Jasić, Radmila Radunović, Ana Zemko. Savezni kapetan: Zoran Pantazis. Trener: Vilim Tičić.
1965. (bronca) Zdenka Ištvanović, Nada Vučković, Mara Veinović, Mira Jasić, Zlatka Rebernjak, Ana Knežević, Ružica Miladinović, Radmila Radunović, Ana Samardžija, Leposava Ninković, Biserka Tomašek, Ema Bart. Izbornik: Svetislav Stankić. Trener: Vilim Tičić.
1971. (bronca) Zdenka Ištvanović, Mara Torti, Dragica Palaversa , Neda Gluščević, Mira Radaković, Radmila Parezanović, Ratka Radović, Jadranka Antić, Milica Đorđević, Ana Knežević, Biserka Tomašek, Vinka Žižak, Katica Cero, Leposava Ninković. Savezni kapetan: Zoran Pantazis. Trener: Vilim Tičić.
1973. (zlato) Trener: Vilim Tičić. Pom. Jezdimir Stanković. Zdenka Ištvanović, Dunja Kostić, Ana Titlić, Nadežda Abramović, Mirjana Čikoš, Jadranka Antić, Zdenka Leutar, Milenka Lukić, Ivanka Suprinović, Katica Ileš, Dragica Palaversa, Radmila Parezanović, Biserka Rosić, Mara Torti, Milka Veinović, Božena Vrbanc. Biserka Rožič. Savezni kapetan: Zoran Pantazis.
1975. (pete) Zdenka Ištvanović (kapetanica), Dragica Palaversa , Nadežda Abramović, Jadranka Antić, Ljubica Bukurov, Zorica Dragović, Katica Ileš, Zdenka Leutar, Milenka Lukić, Vida Nenadić, Mirjana Ognjenović, Vesna Radović, Ivanka Šuprinović, Ana Titlić, Mara Torti, Milka Veinović. Savezni kapetan: Bogdan Margan. Trener: Vinko Kandija
1978. (pete) Dragica Mijač, Ljubica Bukurov, Deana Gizdić, Katica Ileš, Svetlana Kitić, Željka Maras, Vesna Milošević, Mirjana Ognjenović, Zorica Pavićević, Vesna Radović, Milenka Sladić, Nadežda Stanojević, Ana Titlić, Jadranka Veljković, Zorica Vojinović, Spomenka Vukajlović. Savezni kapetan: Bogdan Margan. Trener: Vinko Kandija.
1982. (bronca) Svetlana Atanasovska, Alenka Cuderman, Slavica Đukić, Mirjana Đurica, Emilija Erčić, Zita Galic, Jadranka Jež, Jasna Merdan, Ljiljana Mugoša, Mirjana Ognjenović (kapetanica), Olga Pejović, Jasna Ptujec, Milenka Sladić, Slavka Smiljanić, Biserka Višnjić, Zorica Vojinović. Savezni trener: Josip Samaržija.
1986. (šeste) Mirjana Đurica, Slavica Đukić, Dragica Đurić, Emilija Erčić, Zita Galic, Ljubinka Janković, Svetlana Kitić (kapetanica), Ljiljana Mugoša, Svjetlana Mugoša, Svetlana Anastasovski-Obućina, Mirjana Ognjenović, Nevenka Radanović, Mara Samardžija, Olga Sekulić, Vesna Tomajek, Biserka Višnjić. Izbornik: Josip Samardžija. Trener: Vatroslav Srhoj. S jednim jedinim porazom od DR Njemačke u skupini drugog kruga, dok su protiv prvakinja, SSSR-a igrale neriješeno u skupini u prvoj fazi. Taj poraz od DR Njemačke ih je koštao, jer su završile treće u skupini, s istim brojem bodova, pobjeda i poraza kao DR Njemačka, od koje su imale i bolju gol-razliku, no u međusobnom susretu bile su treće. Doigravale su protiv Rumunjske i izgubile u produžetku.
1990. (srebro) Svetlana Antić, Zagorka Baštovanović, Maja Bulatović, Vesna Durković, Dragica Đurić, Stanica Gole, Branka Jovanović, Svetlana Kitić (kapetanica), Nataša Kolega, Katica Lješković, Ljiljana Marković, Dragana Pešić, Tanja Polajner, Olga Sekulić, Vesna Tomajek, Stana Vuković. Izbornik: Milorad Milatović. Trener: Vatroslav Srhoj.

## Sudjelovanja naEP
Nije nikad nastupila na ovom natjecanju, jer se država raspala prije nego što su se prva europska prvenstva počela održavati.

## Nastupi naMI
- prvakinje: 1979., 1991.
- doprvakinje:
- treće:

1979. (zlato) Radović, Milošević, Ana Titlić, Sladić, Pavićević, Stanojević, Svetlana Kitić, Biserka Višnjić, Katica Ileš, Todorović, Vojnović, Mirjana Ognjenović, Zdenka Leutar, Dragica Mijač
1983. nije se igrao rukometni turnir
1987. nije sudjelovala
1991. (zlato) Dragica Đurić, Katica Ilešković, Stanica Gole, Ljiljana Marković, Stana Vuković, Renata Pavličić, Tatjana Polajner, Dragana Pešić, Ljiljana Knežević, Snežana Pavlović, Zagorka Baštovanović, Klaudija Klikovac, Milena Jelača, Željka Rajak, Branka Jovanović